# Стефан IX
У джерелах до 1960-х років цього папу іноді називають Стефан X, у той час як Стефана VIII іноді називають Стефан IX. Див. Стефан II (обраний папа) для детальніших пояснень.
Стефан IX (X) (лат. Stephanus; бл. 1020, Лотарингія — 29 березня 1058, Флоренція) — сто п'ятдесят третій папа Римський (3 серпня 1057 — 29 березня 1058), народився у Лотарингії, молодший брат графа Нижньої Лотарингії Годфріда III, який мав вплив на італійські справи оскільки був ще й маркграфом Тосканським.
Отримав сан кардинала від папи Лева IX, якийсь час був папським легатом у Константинополі. Перебуваючи на престолі, обстоював ідею целібату духовенства, виношував плани коронування свого брата імператором Священної Римської імперії, об'єднання Східної та Західної церков.
Помер у Флоренції.

## Біографія
Точний рік народження невідомий. Імовірно, він народився у 1010-х — 1020-х роках, але не пізніше 1022 року. Був третім сином герцога Верхньої Лотарингії Гоцело I, отримавши при народженні ім'я Фрідріх. Будучи молодшим із синів герцога, Фрідріх обрав духовну кар'єру. Він виховувався у соборі Святого Ламберта у Льєжі. 1041 року був призначений там архідияконом.
У 1049/1050 році Фрідріх завдяки папі Льву IX потрапив до Риму, де 1051 року став бібліотекарем і канцлером Римської церкви. 1053 року Фрідріх разом з папою потрапив у полон до норманів під час битви при Чивітате.
1054 року Фрідріх був одним з папських легатів, які на чолі з кардиналом Гумбертом вирушили в Константинополь. Там 16 липня в соборі Святої Софії Фрідріх разом з кардиналом Гумбертом і єпископом Амальфі Петром оголосили про усунення патріарха Константинопольського Михаїла Кіруларія та його відлучення від Церкви. У відповідь на це 20 липня патріарх піддав анафемі легатів. Так розпочався Великий розкол християнської церкви.
Після повернення до Риму Фрідріх ухилився від конфлікту між своїм братом Готфрідом Бородатим та імператором Священної Римської імперії Генріхом III. Фрідріх оселився у абатстві Монтекассіно, де 23 травня 1057 року був обраний абатом. 14 червня Фрідріх став кардиналом.
28 липня 1057 року помер папа римський Віктор II. Під впливом Готфріда Бородатого 2 серпня новим папою був обраний Фрідріх, який обрав собі ім'я Стефан IX. 3 серпня в базиліці Святого Петра його було посвячено в сан папи.
Обрання Стефана IX не було узгоджено з німецьким королівським двором, яким після смерті імператора Генріха III управляла його вдова Агнеса де Пуатьє від імені свого малолітнього сина Генріха IV. Для того, щоб отримати схвалення Агнеси, Стефан IX відрядив як своїх нунціїв Гільдебранда (майбутнього папу Григорія VII), зведеного ним у сан архідиякона, та єпископа Лукки Ансельма I. Будучи талановитим дипломатом, Гільдебранд мав заспокоїти німецький двір і домогтись визнання від Агнесси. Однак вони повернулись у Італію вже по смерті папи.
Як і його попередники, Стефан IX був прибічником проведення Клюнійської реформи. Для її проведення Стефан IX почав збирати навколо себе однодумців. Одним із запрошених був кардинал-єпископ Остії Петро Даміані. Окрім того, Стефан прийняв під опіку диякона Аріальда й піддиякона Ландульфа, керівників реформаторського руху патаріїв у Мілані. Стефан IX та його прибічники виступали проти симонії й за запровадження целібату духовенства.
Окрім проведення церковної реформи, Стефан IX також планував вивести папський престол з підпорядкування правителів Священної Римської імперії, а також створити у Північній Італії незалежну державу, на чолі якої він хотів поставити свого брата, Готфріда Бородатого. Для цього папа передав Готфріду в Італії численні володіння, включно з герцогством Сполетським. Окрім того, Стефан планував помститись норманам, які захопили Південну Італію, підкоривши їхні володіння церкві.
1058 року Стефан IX поїхав до Флоренції, де збирався зустрітись із Готфрідом Бородатим. Однак там він і помер 29 березня.

## Канонізація
Канонізований після смерті. День Пам'яті — 29 березня.